# Jonckheere City 041
De Jonckheere City 041 is een lagevloer-midibus die werd geproduceerd door de Belgische busfabrikant Jonckheere. De bus werd voor het eerst gebouwd in 1987 en is ontwikkeld in samenwerking met de Universiteit van Gent. De bus had een lage vloer tot aan de tweede deur. Daarna volgde een opstapje en helde de vloer naar achteren toe.
Jonckheere gebruikte bij de City 041 voor het eerst een eigen chassis, de 041. Dit chassis maakte het mogelijk de motor helemaal achter in de bus te plaatsen. Naast de City 041, ontwikkelde Jonckheere ook een eigen chassis voor de Tricity (040) en de Commuter (046). In sommige documenten wordt de bus aangeduid als Intercity, om aan te geven dat het om een streekbus gaat.
Het uiterlijk van de City 041 werd in 1992 voortgezet in de Transit. Echter werd in 1992 nog wel een reeks van een tweede versie van de City 041 gebouwd, speciaal voor TEC. Dit werd City 041/2 of 041-II genoemd. Na de aflevering van deze reeks werd definitief overgestapt op de Transit.

## Inzet
De bus werd voornamelijk in België ingezet. De eerste reeksen kwamen te rijden bij de NMVB, maar werden later overgezet naar TEC en De Lijn. Ook kochten sommige buspachters  exemplaren en werden enkele geëxporteerd naar onder andere Luxemburg. Inmiddels zijn de meeste bussen buiten dienst gesteld, afgevoerd of verkocht naar derdewereldlanden.
| Land      | Bedrijf                 | Type       | Serie                          | Aantal | Inzet             | Opmerking |
| --------- | ----------------------- | ---------- | ------------------------------ | ------ | ----------------- | --- |
| België    | A. Weyn & Zonen         | City 041   | 221745 - 221746                | 2      | Oost-Vlaanderen   | ex-270145 - 270146 Buiten dienst |
| België    | Alk Reizen              | City 041   | 492203                         | 1      | ??                | ex-Emile Weber (LU) Verkocht aan KSO Tielt Ruiselede |
| België    | AMT                     | City 041   | 101102b, 101106                | 2      | Antwerpen         | Verkocht aan B&C |
| België    | Anc. Ets Geenens        | City 041   | 455112-455114                  | 3      | Henegouwen        | Verkocht aan Autobus Dujardin |
| België    | Atlas Cars              | City 041   | 704113d, 704115a               | 2      | Luik-Verviers     | Buiten dienst |
| België    | Autobus Dujardin        | City 041   | 453117a                        | 1      | Henegouwen        | ex-TCM-Cars Buiten dienst |
| België    | Autobus Dujardin        | City 041   | 455112-455114                  | 3      | Henegouwen        | ex-Anc. Ets Geenens Buiten dienst |
| België    | Autobus Verleyen        | City 041   | 370118 - 370121                | 4      | West-Vlaanderen   | Verkocht aan Connex West-Vlaanderen |
| België    | Autobus Verleyen        | City 041   | 550603                         | 1      | West-Vlaanderen   | Gehuurd van Connex West-Vlaanderen Buiten dienst |
| België    | B&C                     | City 041   | 1198.., 119806                 | 2      | Antwerpen         | ex-AMT Buiten dienst |
| België    | B&C                     | City 041   | 111048                         | 1      | Antwerpen         | ex-B&C 102148 Buiten dienst |
| België    | Bus De Polder           | City 041   | 103246 - 103247                | 2      | Antwerpen         | Gehuurd van De Lijn (ex-2336 - 2337) Buiten dienst |
| België    | Connex West-Vlaanderen  | City 041   | 550603, 550606                 | 2      | West-Vlaanderen   | Voorheen Vandenaweele, daarvoor Vandenaweele Gebroeders Buiten dienst 550603 is verhuurd aan Autobus Verleyen                                                |
| België    | Connex West-Vlaanderen  | City 041   | 550608, 550609, 550620, 550621 | 4      | West-Vlaanderen   | ex-Autobus Verleyen Buiten dienst 550609 verkocht aan Katriva 550620 verkocht aan een particulier                                                            |
| België    | De Lijn                 | City 041   | 2305 - 2329                    | 25     | West-Vlaanderen   | ex-NMVB 2305 - 2329 Buiten dienst 2309 verkocht aan Bauhaus City Cars 2313 verkocht aan een particulier 2320 verkocht aan Municipalidad de La Calera (Chili) |
| België    | De Lijn                 | City 041   | 2331 - 2350                    | 20     | Oost-Vlaanderen   | ex-NMVB 2331 - 2350 Buiten dienst 2336 & 2337 verhuurd aan Bus De Polder                                                                                     |
| België    | De Meilbloem            | City 041   | 550752                         | 1      | West-Vlaanderen   | ex-De Meidebloem 366114 Buiten dienst |
| België    | De Vos Gebroeders       | City 041   | 254126                         | 1      | Oost-Vlaanderen   | Verkocht aan Geenens |
| België    | Flanders Bus            | City 041   | 300908a, 300908b               | 2      | Vlaams-Brabant    | ex-West Belgium Coach Cy Buiten dienst 300908a verkocht aan Corporation Dilizhans (Penza, Rusland)                                                           |
| België    | Geenens                 | City 041   | 220926                         | 1      | Oost-Vlaanderen   | ex-De Vos Gebroeders Buiten dienst |
| België    | Hoornaert               | City 041   | 358113 - 358114                | 2      | West-Vlaanderen   | Verhuurt aan Autobussen Monserez-Verhenne (12 - 13) |
| België    | Katriva                 | City 041   | 551109                         | 1      | West-Vlaanderen   | Voorheen Connex West-Vlaanderen, daarvoor Autobus Verleyen Buiten dienst                                                                                     |
| België    | Klein Brabant           | City 041   | 111237                         | 1      | Antwerpen         | ex-156137 Verkocht aan Rijschool Heymans |
| België    | KSO Tielt Ruiselede     | City 041   | ??                             | 1      | ??                | Voorheen Alk Reizen, daarvoor Emile Weber Buiten dienst |
| België    | Marcel Cars             | City 041   | 112107                         | 1      | Antwerpen         | ex-Retie Cars Buiten dienst |
| België    | Modern Toerisme         | City 041   | 331444 - 331445                | 2      | Vlaams Brabant    | ex-969144 - 969145 Buiten dienst |
| België    | NMVB                    | City 041   | 2305 - 2329                    | 25     | West-Vlaanderen   | In 1992 naar De Lijn |
| België    | NMVB                    | City 041   | 2331 - 2350                    | 20     | Oost-Vlaanderen   | In 1992 naar De Lijn |
| België    | NMVB                    | City 041   | 2659 - 2683                    | 25     | Henegouwen        | In 1992 naar TEC en in 1993 omgenummerd naar 3450 - 3475 door TEC-Henegouwen                                                                                 |
| België    | Retie Cars              | City 041   | 109107                         | 1      | Antwerpen         | Verkocht aan Marcel Cars |
| België    | TCM Cars                | City 041   | 759126b                        | 1      | Luik-Verviers     | Verkocht aan Autobus Dujardin |
| België    | TEC                     | City 041   | 3450 - 3475                    | 25     | Henegouwen        | ex-NMVB 2659 - 2683 3460 is in 2006 omgenummerd naar 3040 Buiten dienst                                                                                      |
| België    | TEC                     | City 041/2 | 4.800 - 4.841                  | 42     | Namen - Luxemburg | Buiten dienst |
| België    | TEC                     | City 041/2 | 6501 - 6538                    | 38     | Waals Brabant     | buiten dienst (04/2015) |
| België    | Teyssen                 | City 041   | 801112 - 801113                | 2      | Limburg           | 801112 afgevoerd 801113 in 2004 verplaatst naar Vlaams Brabant                                                                                               |
| België    | Teyssen                 | City 041   | 302213                         | 1      | Vlaams Brabant    | ex-801113 Verkocht aan een Kazachs vervoersbedrijf |
| België    | Van der Straeten        | City 041   | 221001 - 221002                | 2      | Oost-Vlaanderen   | ex-266109 - 266110 Buiten dienst |
| België    | Van Hoorebeke & Zn.     | City 041   | 220323 - 220326                | 4      | Oost-Vlaanderen   | ex-267123 - 267126 Buiten dienst |
| België    | Vandenaweele Gebroeders | City 041   | 367103 b, 367106 b             | 2      | West-Vlaanderen   | Overgegaan naar Vandenaweele in 1999 |
| België    | Vandenaweele            | City 041   | 367103, 367106                 | 2      | West-Vlaanderen   | ex-Vandenaweele Gebroeders Verkocht aan Connex West-Vlaanderen                                                                                               |
| België    | West Belgium Coach Cy   | City 041   | 371163, 371166                 | 2      | West-Vlaanderen   | Verkocht aan Flanders Bus |
| Luxemburg | Emile Weber             | City 041   | 57, ??                         | ??     | Canach            | Verkocht aan Alk Reizen |
| Rusland   | Corporation Dilizhans   | City 041   | ??                             | 1      | Penza             | Voorheen Flanders Bus, daarvoor West Belgium Coach Cy Buiten dienst                                                                                          |